# System1 (empresa)
System1 es una empresa de Mercadotecnia con sede y origen en Inglaterra. Aunque en los últimos años se ha expandido a Estados Unidos y Canadá. Se fundó en el año 2013 manteniendo como objetivo una relación entre mercadotecnia y privacidad de los usuarios.
Desde su fundación la empresa ha ido adquiriendo otras marcas relacionadas con tecnología, seguridad informática, innovación, cultura, inversión, y deportes.

## Marcas de la Empresa
- StartPage
- Waterfox
- MapQuest
- Total Adblock [2]
- Protected
- Wallet Genius
- HowStuffWorks
- ActiveBeat
- Sport Break